# T'appartengo
T'appartengo è il primo album di Ambra Angiolini, pubblicato l'11 novembre 1994 dall'etichetta discografica RTI. È stato il più grande successo di Ambra come cantante, vendendo centomila copie nella prima settimana. L'album prende il nome dal singolo omonimo, un rap-melodico.
L'album è stato pubblicato nuovamente il 24 giugno 2016 in vinile e in supporto digitale dalla Sony Music, tornando in classifica dopo oltre vent'anni piazzandosi alla posizione 31.

## Descrizione
Il disco è stato presentato nel 1994 durante l'ultima edizione della trasmissione televisiva  Non è la Rai, condotta dalla stessa Ambra.
Con la pubblicazione del singolo omonimo nello stesso anno e grazie alla quotidiana presenza in TV dell'artista, l'album è arrivato al sesto posto della classifica degli album più venduti in Italia. In seguito a questo successo, l'anno seguente il disco viene pubblicato anche in Spagna e Sudamerica, con le stesse canzoni tradotte in castigliano ed intitolato Te pertenezco.
Il CD alterna canzoni d'amore (come Margheritando il cuore, E muoio  e Che bisogno d'amore) ad altre di temi più leggeri (come Si parte stanotte e Immagina che bello).
Considerato il responso positivo del pubblico, con circa 400 000 copie vendute solo in Italia l'album arriva a conquistare quattro dischi di platino, tanto da indurre la sua casa di produzione a dare vita a una sua riedizione speciale, con una nuova traccia ed un remix della stessa.
La promozione del disco si è conclusa nel 1995 con un tour, le cui date si concentravano il sabato e la domenica così da permettere ad Angiolini di continuare a condurre il programma pomeridiano di Italia 1, e la partecipazione di Ambra al Festivalbar 1995 con un secondo singolo, L'ascensore, e con Che bisogno d'amore.

## Tracce
1. T'appartengo – 3:25 (testo: Ernesto Migliacci, Franco Migliacci, Francesco Migliacci Junior – musica: Stefano Acqua, Ernesto Migliacci)
2. L'ascensore – 3:05 (Peppi Nocera, Stefano Magnanensi)
3. Margheritando il cuore – 3:23 (testo: Francesco Migliacci Junior – musica: Bruno Zambrini)
4. E muoio – 3:19 (Peppi Nocera, Franco Bracardi)
5. Che bisogno d'amore – 3:37 (testo: Francesco Migliacci Junior – musica: Ernesto Migliacci, Roberto Zappalorto)
6. Si parte stanotte – 3:06 (Francesco Migliacci Junior, Ernesto Migliacci, Roberto Zappalorto)
7. Immagina che bello – 3:49 (Francesco Migliacci Junior, Ernesto Migliacci, Roberto Zappalorto)
8. Lunedì martedì – 3:55 (Francesco Migliacci Junior, Stefano Acqua)
9. T'appartengo (remix) – 5:31 (testo: Ernesto Migliacci, Franco Migliacci, Francesco Migliacci Junior – musica: Stefano Acqua, Ernesto Migliacci)

## Brani scartati
Tutto inutile - il brano fu inciso da Ambra, e presentato come inedito a Non è la Rai nella puntata del 21 settembre 1994: avrebbe dovuto far parte del suo primo album T'appartengo, ma poi non venne inserito perché ritenuto non coerente con il progetto.

## Versione spagnola
La versione spagnola dell'album, chiamata Te Pertenezco, conteneva tutte le canzoni tradotte in lingua spagnola, con l'aggiunta di Nel cuore nell'anima e di una versione dance del remix di T'appartengo.

### Tracce
1. Te pertenezco – 3:25 (Francesco Migliacci Junior, Franco Migliacci, Ernesto Migliacci, Stefano Acqua, Ernesto Migliacci)
2. Margaritando amores – 3:23 (Francesco Migliacci Junior, Bruno Zambrini)
3. Lunes Martes – 3:55 (Francesco Migliacci Junior, Stefano Acqua)
4. Imaginarme quiero – 3:49 (Francesco Migliacci Junior, Ernesto Migliacci, Roberto Zappalorto)
5. Nel cuore, nell'anima – 3:07 (testo: Mogol – musica: Lucio Battisti)
6. El ascensor – 3:05 (Peppi Nocera, Stefano Magnanensi)
7. Partimos esta noche – 3:06 (Francesco Migliacci Junior, Ernesto Migliacci, Roberto Zappalorto)
8. Me muero – 3:19 (Peppi Nocera, Franco Bracardi)
9. Necesito amarte – 3:37 (Francesco Migliacci Junior, Ernesto Migliacci, Roberto Zappalorto)
10. T'appartengo (REMIX) – 4:35 (Francesco Migliacci Junior, Franco Migliacci, Ernesto Migliacci, Stefano Acqua, Ernesto Migliacci)

## Classifiche
| Classifica (1994)                       | Posizione |
| --------------------------------------- | --------- |
| Italia                                  | 6         |
| Classifica italiana di fine anno (1994) | 52        |

| Classifica (2016) | Posizione |
| ----------------- | --------- |
| Italia            | 31        |